# Komar (Ukraina)
Komar (ukr. Комар) – wieś na Ukrainie, w obwodzie donieckim, w rejonie wołnowaskim. Według danych z 2001 roku wieś miała 1705 mieszkańców.  Na dzień 10 marca 2025 r. we wsi pozostawały cztery osoby.